# Tirreno-Adriatico 2025
La 60e édition de Tirreno-Adriatico a lieu du 10 au 16 mars 2025 en Italie. La course est tracée sur sept étapes entre Lido di Camaiore et San Benedetto del Tronto. Elle fait partie de l'UCI World Tour 2025, le calendrier le plus important du cyclisme sur route.

## Présentation

### Parcours
La course commence au bord de la mer Tyrrhénienne à Lido di Camaiore par un contre-la-montre et se termine à San Benedetto del Tronto, le long de la Mer Adriatique, sur un parcours total de 1 130,9 kilomètres.

### Équipes
24 équipes disputent Tirreno-Adriatico : les dix-huit UCI WorldTeams et six UCI ProTeams.
| WorldTeams (18)- EF Education-EasyPost - Alpecin-Deceuninck - Arkéa-B&B Hotels - XDS Astana Team - Bahrain-Victorious - Cofidis - Decathlon AG2R La Mondiale Team - Groupama-FDJ - Ineos Grenadiers - Intermarché-Wanty - Lidl-Trek - Movistar Team - Red Bull-BORA-hansgrohe - Soudal Quick-Step - Team Picnic-PostNL - Team Jayco AlUla - Team Visma \| Lease a Bike - UAE Team Emirates XRG ProTeams (6)- Israel-Premier Tech - Uno-X Mobility - Q36.5 Pro Cycling Team - Team Polti VisitMalta - Tudor Pro Cycling Team - VF Group-Bardiani CSF-Faizanè |
| |

### Favoris
En l'absence du quatuor Pogačar-Vingegaard-Evenepoel-Roglič, la lutte pour le classement général est très ouverte. Une douzaine de coureurs peuvent prétendre à la victoire finale ou à un podium : Jai Hindley (Red Bull-Bora-hansgrohe), Juan Ayuso et Adam Yates (UAE Team Emirates XRG), son frère Simon Yates (Visma-Lease a Bike), Richard Carapaz (EF Education-EasyPost), Mikel Landa (Soudal Quick-Step), David Gaudu (Groupama-FDJ), Tom Pidcock (Q36.5), Kévin Vauquelin (Arkéa-B&B Hotels), Derek Gee (Israel-Premier Tech), Pello Bilbao (Bahrain Victorious) et Max Poole (Team Picnic PostNL).

## Étapes
| Étape     | Date    | Villes étapes                                   | type                        | Distance (km) | Dénivelé (m) | Vainqueur d'étape | Leader du classement général |
| --------- | ------- | ----------------------------------------------- | --------------------------- | ------------- | ------------ | ----------------- | ---------------------------- |
| 1re étape | 10 mars | Lido di Camaiore – Lido di Camaiore             | contre-la-montre individuel | 9,9           | 10 m         | Filippo Ganna     | Filippo Ganna                |
| 2e étape  | 11 mars | Camaiore – Follonica                            | étape de plaine             | 192           | 1 245 m      | Jonathan Milan    | Filippo Ganna                |
| 3e étape  | 12 mars | Follonica – Colfiorito                          | étape de montagne           | 239           | 3 236 m      | Andrea Vendrame   | Filippo Ganna                |
| 4e étape  | 13 mars | Norcia – Trasacco                               | étape de moyenne montagne   | 190           | 2 610 m      | Olav Kooij        | Filippo Ganna                |
| 5e étape  | 14 mars | Ascoli Piceno – Pergola                         | étape de moyenne montagne   | 205           | 3 499 m      | Fredrik Dversnes  | Filippo Ganna                |
| 6e étape  | 15 mars | Cartoceto – Frontignano                         | étape de montagne           | 163           | 3 508 m      | Juan Ayuso        | Juan Ayuso                   |
| 7e étape  | 16 mars | Porto Potenza Picena – San Benedetto del Tronto | étape de plaine             | 147           | 1 008 m      | Jonathan Milan    | Juan Ayuso                   |

## Déroulement de la course

### 1reétape
| \| Classement de l'étape \| Classement de l'étape \| Classement de l'étape \| Classement de l'étape \| Classement de l'étape \| \| Coureur \| Coureur \| Pays \| Équipe \| Temps \| \| --------------------- \| --------------------- \| --------------------- \| --------------------- \| --------------------- \| \| 1er \| Filippo Ganna \| Italie \| Ineos Grenadiers \| 12 min 17 s \| \| 2e \| Juan Ayuso \| Espagne \| UAE Team Emirates XRG \| + 22 s \| \| 3e \| Johan Price-Pejtersen \| Danemark \| Alpecin-Deceuninck \| + 27 s \| \| 4e \| Antonio Tiberi \| Italie \| Bahrain Victorious \| + 28 s \| \| 5e \| Jonathan Milan \| Italie \| Lidl-Trek \| + 30 s \| \| 6e \| Derek Gee \| Canada \| Israel-Premier Tech \| + 35 s \| \| 7e \| Mattia Cattaneo \| Italie \| Soudal Quick-Step \| + 36 s \| \| 8e \| Søren Wærenskjold \| Norvège \| Uno-X Mobility \| + 36 s \| \| 9e \| Isaac Del Toro \| Mexique \| UAE Team Emirates XRG \| + 37 s \| \| 10e \| Kévin Vauquelin \| France \| Arkéa-B&B Hotels \| + 40 s \| |                       |          |                       |             |
| |                       |          |                       |             |
| |                       |          |                       |             |
| Classement de l'étape |                       |          |                       |             |
| Coureur | Coureur               | Pays     | Équipe                | Temps       |
| 1er | Filippo Ganna         | Italie   | Ineos Grenadiers      | 12 min 17 s |
| 2e | Juan Ayuso            | Espagne  | UAE Team Emirates XRG | + 22 s      |
| 3e | Johan Price-Pejtersen | Danemark | Alpecin-Deceuninck    | + 27 s      |
| 4e | Antonio Tiberi        | Italie   | Bahrain Victorious    | + 28 s      |
| 5e | Jonathan Milan        | Italie   | Lidl-Trek             | + 30 s      |
| 6e | Derek Gee             | Canada   | Israel-Premier Tech   | + 35 s      |
| 7e | Mattia Cattaneo       | Italie   | Soudal Quick-Step     | + 36 s      |
| 8e | Søren Wærenskjold     | Norvège  | Uno-X Mobility        | + 36 s      |
| 9e | Isaac Del Toro        | Mexique  | UAE Team Emirates XRG | + 37 s      |
| 10e | Kévin Vauquelin       | France   | Arkéa-B&B Hotels      | + 40 s      |

| \| Classement général \| Classement général \| Classement général \| Classement général \| Classement général \| \| Coureur \| Coureur \| Pays \| Équipe \| Temps \| \| ------------------ \| --------------------- \| ------------------ \| --------------------- \| ------------------ \| \| 1er \| Filippo Ganna \| Italie \| Ineos Grenadiers \| 12 min 17 s \| \| 2e \| Juan Ayuso \| Espagne \| UAE Team Emirates XRG \| + 23 s \| \| 3e \| Johan Price-Pejtersen \| Danemark \| Alpecin-Deceuninck \| + 28 s \| \| 4e \| Antonio Tiberi \| Italie \| Bahrain Victorious \| + 29 s \| \| 5e \| Jonathan Milan \| Italie \| Lidl-Trek \| + 31 s \| \| 6e \| Derek Gee \| Canada \| Israel-Premier Tech \| + 34 s \| \| 7e \| Mattia Cattaneo \| Italie \| Soudal Quick-Step \| + 36 s \| \| 8e \| Søren Wærenskjold \| Norvège \| Uno-X Mobility \| + 37 s \| \| 9e \| Isaac Del Toro \| Mexique \| UAE Team Emirates XRG \| + 38 s \| \| 10e \| Kévin Vauquelin \| France \| Arkéa-B&B Hotels \| + 41 s \| |                       |          |                       |             |
| |                       |          |                       |             |
| |                       |          |                       |             |
| Classement général |                       |          |                       |             |
| Coureur | Coureur               | Pays     | Équipe                | Temps       |
| 1er | Filippo Ganna         | Italie   | Ineos Grenadiers      | 12 min 17 s |
| 2e | Juan Ayuso            | Espagne  | UAE Team Emirates XRG | + 23 s      |
| 3e | Johan Price-Pejtersen | Danemark | Alpecin-Deceuninck    | + 28 s      |
| 4e | Antonio Tiberi        | Italie   | Bahrain Victorious    | + 29 s      |
| 5e | Jonathan Milan        | Italie   | Lidl-Trek             | + 31 s      |
| 6e | Derek Gee             | Canada   | Israel-Premier Tech   | + 34 s      |
| 7e | Mattia Cattaneo       | Italie   | Soudal Quick-Step     | + 36 s      |
| 8e | Søren Wærenskjold     | Norvège  | Uno-X Mobility        | + 37 s      |
| 9e | Isaac Del Toro        | Mexique  | UAE Team Emirates XRG | + 38 s      |
| 10e | Kévin Vauquelin       | France   | Arkéa-B&B Hotels      | + 41 s      |

### 2eétape
| \| Classement de l'étape \| Classement de l'étape \| Classement de l'étape \| Classement de l'étape \| Classement de l'étape \| \| Coureur \| Coureur \| Pays \| Équipe \| Temps \| \| --------------------- \| --------------------- \| --------------------- \| ----------------------------- \| --------------------- \| \| 1er \| Jonathan Milan \| Italie \| Lidl-Trek \| 4 h 45 min 13 s \| \| 2e \| Maikel Zijlaard \| Pays-Bas \| Tudor Pro Cycling Team \| + 0 s \| \| 3e \| Paul Penhoët \| France \| Groupama-FDJ \| + 0 s \| \| 4e \| Olav Kooij \| Pays-Bas \| Team Visma \\| Lease a Bike \| + 0 s \| \| 5e \| Simone Consonni \| Italie \| Lidl-Trek \| + 0 s \| \| 6e \| Sam Bennett \| Irlande \| Decathlon-AG2R La Mondiale \| + 0 s \| \| 7e \| Jake Stewart \| Royaume-Uni \| Israel-Premier Tech \| + 0 s \| \| 8e \| Tim van Dijke \| Pays-Bas \| Red Bull-Bora-Hansgrohe \| + 0 s \| \| 9e \| Bryan Coquard \| France \| Cofidis \| + 0 s \| \| 10e \| Enrico Zanoncello \| Italie \| VF Group-Bardiani CSF-Faizanè \| + 0 s \| |                   |             |                               |                 |
| |                   |             |                               |                 |
| |                   |             |                               |                 |
| Classement de l'étape |                   |             |                               |                 |
| Coureur | Coureur           | Pays        | Équipe                        | Temps           |
| 1er | Jonathan Milan    | Italie      | Lidl-Trek                     | 4 h 45 min 13 s |
| 2e | Maikel Zijlaard   | Pays-Bas    | Tudor Pro Cycling Team        | + 0 s           |
| 3e | Paul Penhoët      | France      | Groupama-FDJ                  | + 0 s           |
| 4e | Olav Kooij        | Pays-Bas    | Team Visma \| Lease a Bike    | + 0 s           |
| 5e | Simone Consonni   | Italie      | Lidl-Trek                     | + 0 s           |
| 6e | Sam Bennett       | Irlande     | Decathlon-AG2R La Mondiale    | + 0 s           |
| 7e | Jake Stewart      | Royaume-Uni | Israel-Premier Tech           | + 0 s           |
| 8e | Tim van Dijke     | Pays-Bas    | Red Bull-Bora-Hansgrohe       | + 0 s           |
| 9e | Bryan Coquard     | France      | Cofidis                       | + 0 s           |
| 10e | Enrico Zanoncello | Italie      | VF Group-Bardiani CSF-Faizanè | + 0 s           |

| \| Classement général \| Classement général \| Classement général \| Classement général \| Classement général \| \| Coureur \| Coureur \| Pays \| Équipe \| Temps \| \| ------------------ \| --------------------- \| ------------------ \| ---------------------- \| ------------------ \| \| 1er \| Filippo Ganna \| Italie \| Ineos Grenadiers \| 4 h 57 min 30 s \| \| 2e \| Jonathan Milan \| Italie \| Lidl-Trek \| + 19 s \| \| 3e \| Juan Ayuso \| Espagne \| UAE Team Emirates XRG \| + 22 s \| \| 4e \| Johan Price-Pejtersen \| Danemark \| Alpecin-Deceuninck \| + 28 s \| \| 5e \| Antonio Tiberi \| Italie \| Bahrain Victorious \| + 29 s \| \| 6e \| Derek Gee \| Canada \| Israel-Premier Tech \| + 34 s \| \| 7e \| Mattia Cattaneo \| Italie \| Soudal Quick-Step \| + 36 s \| \| 8e \| Søren Wærenskjold \| Norvège \| Uno-X Mobility \| + 37 s \| \| 9e \| Isaac Del Toro \| Mexique \| UAE Team Emirates XRG \| + 38 s \| \| 10e \| Maikel Zijlaard \| Pays-Bas \| Tudor Pro Cycling Team \| + 40 s \| |                       |          |                        |                 |
| |                       |          |                        |                 |
| |                       |          |                        |                 |
| Classement général |                       |          |                        |                 |
| Coureur | Coureur               | Pays     | Équipe                 | Temps           |
| 1er | Filippo Ganna         | Italie   | Ineos Grenadiers       | 4 h 57 min 30 s |
| 2e | Jonathan Milan        | Italie   | Lidl-Trek              | + 19 s          |
| 3e | Juan Ayuso            | Espagne  | UAE Team Emirates XRG  | + 22 s          |
| 4e | Johan Price-Pejtersen | Danemark | Alpecin-Deceuninck     | + 28 s          |
| 5e | Antonio Tiberi        | Italie   | Bahrain Victorious     | + 29 s          |
| 6e | Derek Gee             | Canada   | Israel-Premier Tech    | + 34 s          |
| 7e | Mattia Cattaneo       | Italie   | Soudal Quick-Step      | + 36 s          |
| 8e | Søren Wærenskjold     | Norvège  | Uno-X Mobility         | + 37 s          |
| 9e | Isaac Del Toro        | Mexique  | UAE Team Emirates XRG  | + 38 s          |
| 10e | Maikel Zijlaard       | Pays-Bas | Tudor Pro Cycling Team | + 40 s          |

### 3eétape
| \| Classement de l'étape \| Classement de l'étape \| Classement de l'étape \| Classement de l'étape \| Classement de l'étape \| \| Coureur \| Coureur \| Pays \| Équipe \| Temps \| \| --------------------- \| --------------------- \| --------------------- \| ----------------------------- \| --------------------- \| \| 1er \| Andrea Vendrame \| Italie \| Decathlon-AG2R La Mondiale \| 6 h 28 min 25 s \| \| 2e \| Tom Pidcock \| Royaume-Uni \| Q36.5 Pro Cycling Team \| + 0 s \| \| 3e \| Romain Grégoire \| France \| Groupama-FDJ \| + 0 s \| \| 4e \| Rick Pluimers \| Pays-Bas \| Tudor Pro Cycling Team \| + 0 s \| \| 5e \| Roger Adrià \| Espagne \| Red Bull-Bora-Hansgrohe \| + 0 s \| \| 6e \| Simone Velasco \| Italie \| XDS Astana Team \| + 0 s \| \| 7e \| Filippo Fiorelli \| Italie \| VF Group-Bardiani CSF-Faizanè \| + 0 s \| \| 8e \| Alex Aranburu \| Espagne \| Cofidis \| + 0 s \| \| 9e \| Samuele Battistella \| Italie \| EF Education-EasyPost \| + 0 s \| \| 10e \| Filippo Ganna \| Italie \| Ineos Grenadiers \| + 0 s \| |                     |             |                               |                 |
| |                     |             |                               |                 |
| |                     |             |                               |                 |
| Classement de l'étape |                     |             |                               |                 |
| Coureur | Coureur             | Pays        | Équipe                        | Temps           |
| 1er | Andrea Vendrame     | Italie      | Decathlon-AG2R La Mondiale    | 6 h 28 min 25 s |
| 2e | Tom Pidcock         | Royaume-Uni | Q36.5 Pro Cycling Team        | + 0 s           |
| 3e | Romain Grégoire     | France      | Groupama-FDJ                  | + 0 s           |
| 4e | Rick Pluimers       | Pays-Bas    | Tudor Pro Cycling Team        | + 0 s           |
| 5e | Roger Adrià         | Espagne     | Red Bull-Bora-Hansgrohe       | + 0 s           |
| 6e | Simone Velasco      | Italie      | XDS Astana Team               | + 0 s           |
| 7e | Filippo Fiorelli    | Italie      | VF Group-Bardiani CSF-Faizanè | + 0 s           |
| 8e | Alex Aranburu       | Espagne     | Cofidis                       | + 0 s           |
| 9e | Samuele Battistella | Italie      | EF Education-EasyPost         | + 0 s           |
| 10e | Filippo Ganna       | Italie      | Ineos Grenadiers              | + 0 s           |

| \| Classement général \| Classement général \| Classement général \| Classement général \| Classement général \| \| Coureur \| Coureur \| Pays \| Équipe \| Temps \| \| ------------------ \| ------------------ \| ------------------ \| --------------------- \| ------------------ \| \| 1er \| Filippo Ganna \| Italie \| Ineos Grenadiers \| 11 h 25 min 55 s \| \| 2e \| Juan Ayuso \| Espagne \| UAE Team Emirates XRG \| + 22 s \| \| 3e \| Antonio Tiberi \| Italie \| Bahrain Victorious \| + 29 s \| \| 4e \| Derek Gee \| Canada \| Israel-Premier Tech \| + 34 s \| \| 5e \| Mattia Cattaneo \| Italie \| Soudal Quick-Step \| + 36 s \| \| 6e \| Kévin Vauquelin \| France \| Arkéa-B&B Hotels \| + 41 s \| \| 7e \| Eddie Dunbar \| Irlande \| Team Jayco AlUla \| + 44 s \| \| 8e \| Laurens De Plus \| Belgique \| Ineos Grenadiers \| + 45 s \| \| 9e \| Ben Healy \| Irlande \| EF Education-EasyPost \| + 48 s \| \| 10e \| Romain Grégoire \| France \| Groupama-FDJ \| + 48 s \| |                 |          |                       |                  |
| |                 |          |                       |                  |
| |                 |          |                       |                  |
| Classement général |                 |          |                       |                  |
| Coureur | Coureur         | Pays     | Équipe                | Temps            |
| 1er | Filippo Ganna   | Italie   | Ineos Grenadiers      | 11 h 25 min 55 s |
| 2e | Juan Ayuso      | Espagne  | UAE Team Emirates XRG | + 22 s           |
| 3e | Antonio Tiberi  | Italie   | Bahrain Victorious    | + 29 s           |
| 4e | Derek Gee       | Canada   | Israel-Premier Tech   | + 34 s           |
| 5e | Mattia Cattaneo | Italie   | Soudal Quick-Step     | + 36 s           |
| 6e | Kévin Vauquelin | France   | Arkéa-B&B Hotels      | + 41 s           |
| 7e | Eddie Dunbar    | Irlande  | Team Jayco AlUla      | + 44 s           |
| 8e | Laurens De Plus | Belgique | Ineos Grenadiers      | + 45 s           |
| 9e | Ben Healy       | Irlande  | EF Education-EasyPost | + 48 s           |
| 10e | Romain Grégoire | France   | Groupama-FDJ          | + 48 s           |

### 4eétape
| \| Classement de l'étape \| Classement de l'étape \| Classement de l'étape \| Classement de l'étape \| Classement de l'étape \| \| Coureur \| Coureur \| Pays \| Équipe \| Temps \| \| --------------------- \| --------------------- \| --------------------- \| ----------------------------- \| --------------------- \| \| 1er \| Olav Kooij \| Pays-Bas \| Team Visma \\| Lease a Bike \| 4 h 48 min 05 s \| \| 2e \| Rick Pluimers \| Pays-Bas \| Tudor Pro Cycling Team \| + 0 s \| \| 3e \| Mathieu van der Poel \| Pays-Bas \| Alpecin-Deceuninck \| + 0 s \| \| 4e \| Paul Magnier \| France \| Soudal Quick-Step \| + 0 s \| \| 5e \| Mirco Maestri \| Italie \| Team Polti VisitMalta \| + 0 s \| \| 6e \| Andrea Vendrame \| Italie \| Decathlon-AG2R La Mondiale \| + 0 s \| \| 7e \| Filippo Ganna \| Italie \| Ineos Grenadiers \| + 0 s \| \| 8e \| Tom Pidcock \| Royaume-Uni \| Q36.5 Pro Cycling Team \| + 0 s \| \| 9e \| Giovanni Lonardi \| Italie \| Team Polti VisitMalta \| + 0 s \| \| 10e \| Filippo Fiorelli \| Italie \| VF Group-Bardiani CSF-Faizanè \| + 0 s \| |                      |             |                               |                 |
| |                      |             |                               |                 |
| |                      |             |                               |                 |
| Classement de l'étape |                      |             |                               |                 |
| Coureur | Coureur              | Pays        | Équipe                        | Temps           |
| 1er | Olav Kooij           | Pays-Bas    | Team Visma \| Lease a Bike    | 4 h 48 min 05 s |
| 2e | Rick Pluimers        | Pays-Bas    | Tudor Pro Cycling Team        | + 0 s           |
| 3e | Mathieu van der Poel | Pays-Bas    | Alpecin-Deceuninck            | + 0 s           |
| 4e | Paul Magnier         | France      | Soudal Quick-Step             | + 0 s           |
| 5e | Mirco Maestri        | Italie      | Team Polti VisitMalta         | + 0 s           |
| 6e | Andrea Vendrame      | Italie      | Decathlon-AG2R La Mondiale    | + 0 s           |
| 7e | Filippo Ganna        | Italie      | Ineos Grenadiers              | + 0 s           |
| 8e | Tom Pidcock          | Royaume-Uni | Q36.5 Pro Cycling Team        | + 0 s           |
| 9e | Giovanni Lonardi     | Italie      | Team Polti VisitMalta         | + 0 s           |
| 10e | Filippo Fiorelli     | Italie      | VF Group-Bardiani CSF-Faizanè | + 0 s           |

| \| Classement général \| Classement général \| Classement général \| Classement général \| Classement général \| \| Coureur \| Coureur \| Pays \| Équipe \| Temps \| \| ------------------ \| ------------------ \| ------------------ \| --------------------- \| ------------------ \| \| 1er \| Filippo Ganna \| Italie \| Ineos Grenadiers \| 16 h 14 min 00 s \| \| 2e \| Juan Ayuso \| Espagne \| UAE Team Emirates XRG \| + 22 s \| \| 3e \| Antonio Tiberi \| Italie \| Bahrain Victorious \| + 29 s \| \| 4e \| Derek Gee \| Canada \| Israel-Premier Tech \| + 34 s \| \| 5e \| Mattia Cattaneo \| Italie \| Soudal Quick-Step \| + 36 s \| \| 6e \| Kévin Vauquelin \| France \| Arkéa-B&B Hotels \| + 41 s \| \| 7e \| Eddie Dunbar \| Irlande \| Team Jayco AlUla \| + 44 s \| \| 8e \| Laurens De Plus \| Belgique \| Ineos Grenadiers \| + 45 s \| \| 9e \| Ben Healy \| Irlande \| EF Education-EasyPost \| + 48 s \| \| 10e \| Romain Grégoire \| France \| Groupama-FDJ \| + 48 s \| |                 |          |                       |                  |
| |                 |          |                       |                  |
| |                 |          |                       |                  |
| Classement général |                 |          |                       |                  |
| Coureur | Coureur         | Pays     | Équipe                | Temps            |
| 1er | Filippo Ganna   | Italie   | Ineos Grenadiers      | 16 h 14 min 00 s |
| 2e | Juan Ayuso      | Espagne  | UAE Team Emirates XRG | + 22 s           |
| 3e | Antonio Tiberi  | Italie   | Bahrain Victorious    | + 29 s           |
| 4e | Derek Gee       | Canada   | Israel-Premier Tech   | + 34 s           |
| 5e | Mattia Cattaneo | Italie   | Soudal Quick-Step     | + 36 s           |
| 6e | Kévin Vauquelin | France   | Arkéa-B&B Hotels      | + 41 s           |
| 7e | Eddie Dunbar    | Irlande  | Team Jayco AlUla      | + 44 s           |
| 8e | Laurens De Plus | Belgique | Ineos Grenadiers      | + 45 s           |
| 9e | Ben Healy       | Irlande  | EF Education-EasyPost | + 48 s           |
| 10e | Romain Grégoire | France   | Groupama-FDJ          | + 48 s           |

### 5eétape
| \| Classement de l'étape \| Classement de l'étape \| Classement de l'étape \| Classement de l'étape \| Classement de l'étape \| \| Coureur \| Coureur \| Pays \| Équipe \| Temps \| \| --------------------- \| --------------------- \| --------------------- \| ----------------------- \| --------------------- \| \| 1er \| Fredrik Dversnes \| Norvège \| Uno-X Mobility \| 5 h 04 min 56 s \| \| 2e \| Mathieu van der Poel \| Pays-Bas \| Alpecin-Deceuninck \| + 7 s \| \| 3e \| Roger Adrià \| Espagne \| Red Bull-Bora-Hansgrohe \| + 7 s \| \| 4e \| Giulio Ciccone \| Italie \| Lidl-Trek \| + 7 s \| \| 5e \| Alex Aranburu \| Espagne \| Cofidis \| + 7 s \| \| 6e \| Tom Pidcock \| Royaume-Uni \| Q36.5 Pro Cycling Team \| + 7 s \| \| 7e \| Romain Grégoire \| France \| Groupama-FDJ \| + 7 s \| \| 8e \| Tobias Johannessen \| Norvège \| Uno-X Mobility \| + 7 s \| \| 9e \| Pello Bilbao \| Espagne \| Bahrain Victorious \| + 7 s \| \| 10e \| Simone Velasco \| Italie \| XDS Astana Team \| + 7 s \| |                      |             |                         |                 |
| |                      |             |                         |                 |
| |                      |             |                         |                 |
| Classement de l'étape |                      |             |                         |                 |
| Coureur | Coureur              | Pays        | Équipe                  | Temps           |
| 1er | Fredrik Dversnes     | Norvège     | Uno-X Mobility          | 5 h 04 min 56 s |
| 2e | Mathieu van der Poel | Pays-Bas    | Alpecin-Deceuninck      | + 7 s           |
| 3e | Roger Adrià          | Espagne     | Red Bull-Bora-Hansgrohe | + 7 s           |
| 4e | Giulio Ciccone       | Italie      | Lidl-Trek               | + 7 s           |
| 5e | Alex Aranburu        | Espagne     | Cofidis                 | + 7 s           |
| 6e | Tom Pidcock          | Royaume-Uni | Q36.5 Pro Cycling Team  | + 7 s           |
| 7e | Romain Grégoire      | France      | Groupama-FDJ            | + 7 s           |
| 8e | Tobias Johannessen   | Norvège     | Uno-X Mobility          | + 7 s           |
| 9e | Pello Bilbao         | Espagne     | Bahrain Victorious      | + 7 s           |
| 10e | Simone Velasco       | Italie      | XDS Astana Team         | + 7 s           |

| \| Classement général \| Classement général \| Classement général \| Classement général \| Classement général \| \| Coureur \| Coureur \| Pays \| Équipe \| Temps \| \| ------------------ \| ------------------ \| ------------------ \| ---------------------- \| ------------------ \| \| 1er \| Filippo Ganna \| Italie \| Ineos Grenadiers \| 21 h 19 min 03 s \| \| 2e \| Juan Ayuso \| Espagne \| UAE Team Emirates XRG \| + 22 s \| \| 3e \| Antonio Tiberi \| Italie \| Bahrain Victorious \| + 29 s \| \| 4e \| Derek Gee \| Canada \| Israel-Premier Tech \| + 34 s \| \| 5e \| Mattia Cattaneo \| Italie \| Soudal Quick-Step \| + 36 s \| \| 6e \| Kévin Vauquelin \| France \| Arkéa-B&B Hotels \| + 41 s \| \| 7e \| Laurens De Plus \| Belgique \| Ineos Grenadiers \| + 45 s \| \| 8e \| Romain Grégoire \| France \| Groupama-FDJ \| + 48 s \| \| 9e \| David de la Cruz \| Espagne \| Q36.5 Pro Cycling Team \| + 54 s \| \| 10e \| Pello Bilbao \| Espagne \| Bahrain Victorious \| + 54 s \| |                  |          |                        |                  |
| |                  |          |                        |                  |
| |                  |          |                        |                  |
| Classement général |                  |          |                        |                  |
| Coureur | Coureur          | Pays     | Équipe                 | Temps            |
| 1er | Filippo Ganna    | Italie   | Ineos Grenadiers       | 21 h 19 min 03 s |
| 2e | Juan Ayuso       | Espagne  | UAE Team Emirates XRG  | + 22 s           |
| 3e | Antonio Tiberi   | Italie   | Bahrain Victorious     | + 29 s           |
| 4e | Derek Gee        | Canada   | Israel-Premier Tech    | + 34 s           |
| 5e | Mattia Cattaneo  | Italie   | Soudal Quick-Step      | + 36 s           |
| 6e | Kévin Vauquelin  | France   | Arkéa-B&B Hotels       | + 41 s           |
| 7e | Laurens De Plus  | Belgique | Ineos Grenadiers       | + 45 s           |
| 8e | Romain Grégoire  | France   | Groupama-FDJ           | + 48 s           |
| 9e | David de la Cruz | Espagne  | Q36.5 Pro Cycling Team | + 54 s           |
| 10e | Pello Bilbao     | Espagne  | Bahrain Victorious     | + 54 s           |

### 6eétape
| \| Classement de l'étape \| Classement de l'étape \| Classement de l'étape \| Classement de l'étape \| Classement de l'étape \| \| Coureur \| Coureur \| Pays \| Équipe \| Temps \| \| --------------------- \| --------------------- \| --------------------- \| ----------------------- \| --------------------- \| \| 1er \| Juan Ayuso \| Espagne \| UAE Team Emirates XRG \| 4 h 14 min 02 s \| \| 2e \| Tom Pidcock \| Royaume-Uni \| Q36.5 Pro Cycling Team \| + 13 s \| \| 3e \| Jai Hindley \| Australie \| Red Bull-Bora-Hansgrohe \| + 13 s \| \| 4e \| Mikel Landa \| Espagne \| Soudal Quick-Step \| + 15 s \| \| 5e \| Antonio Tiberi \| Italie \| Bahrain Victorious \| + 20 s \| \| 6e \| Derek Gee \| Canada \| Israel-Premier Tech \| + 20 s \| \| 7e \| Isaac Del Toro \| Mexique \| UAE Team Emirates XRG \| + 36 s \| \| 8e \| Ben Healy \| Irlande \| EF Education-EasyPost \| + 42 s \| \| 9e \| Tobias Johannessen \| Norvège \| Uno-X Mobility \| + 45 s \| \| 10e \| Lorenzo Fortunato \| Italie \| XDS Astana Team \| + 50 s \| |                    |             |                         |                 |
| |                    |             |                         |                 |
| |                    |             |                         |                 |
| Classement de l'étape |                    |             |                         |                 |
| Coureur | Coureur            | Pays        | Équipe                  | Temps           |
| 1er | Juan Ayuso         | Espagne     | UAE Team Emirates XRG   | 4 h 14 min 02 s |
| 2e | Tom Pidcock        | Royaume-Uni | Q36.5 Pro Cycling Team  | + 13 s          |
| 3e | Jai Hindley        | Australie   | Red Bull-Bora-Hansgrohe | + 13 s          |
| 4e | Mikel Landa        | Espagne     | Soudal Quick-Step       | + 15 s          |
| 5e | Antonio Tiberi     | Italie      | Bahrain Victorious      | + 20 s          |
| 6e | Derek Gee          | Canada      | Israel-Premier Tech     | + 20 s          |
| 7e | Isaac Del Toro     | Mexique     | UAE Team Emirates XRG   | + 36 s          |
| 8e | Ben Healy          | Irlande     | EF Education-EasyPost   | + 42 s          |
| 9e | Tobias Johannessen | Norvège     | Uno-X Mobility          | + 45 s          |
| 10e | Lorenzo Fortunato  | Italie      | XDS Astana Team         | + 50 s          |

| \| Classement général \| Classement général \| Classement général \| Classement général \| Classement général \| \| Coureur \| Coureur \| Pays \| Équipe \| Temps \| \| ------------------ \| ------------------ \| ------------------ \| ----------------------- \| ------------------ \| \| 1er \| Juan Ayuso \| Espagne \| UAE Team Emirates XRG \| 25 h 33 min 17 s \| \| 2e \| Antonio Tiberi \| Italie \| Bahrain Victorious \| + 37 s \| \| 3e \| Filippo Ganna \| Italie \| Ineos Grenadiers \| + 38 s \| \| 4e \| Derek Gee \| Canada \| Israel-Premier Tech \| + 42 s \| \| 5e \| Jai Hindley \| Australie \| Red Bull-Bora-Hansgrohe \| + 53 s \| \| 6e \| Tom Pidcock \| Royaume-Uni \| Q36.5 Pro Cycling Team \| + 56 s \| \| 7e \| Mikel Landa \| Espagne \| Soudal Quick-Step \| + 1 min 05 s \| \| 8e \| David de la Cruz \| Espagne \| Q36.5 Pro Cycling Team \| + 1 min 32 s \| \| 9e \| Pello Bilbao \| Espagne \| Bahrain Victorious \| + 1 min 32 s \| \| 10e \| Mattia Cattaneo \| Italie \| Soudal Quick-Step \| + 1 min 38 s \| |                  |             |                         |                  |
| |                  |             |                         |                  |
| |                  |             |                         |                  |
| Classement général |                  |             |                         |                  |
| Coureur | Coureur          | Pays        | Équipe                  | Temps            |
| 1er | Juan Ayuso       | Espagne     | UAE Team Emirates XRG   | 25 h 33 min 17 s |
| 2e | Antonio Tiberi   | Italie      | Bahrain Victorious      | + 37 s           |
| 3e | Filippo Ganna    | Italie      | Ineos Grenadiers        | + 38 s           |
| 4e | Derek Gee        | Canada      | Israel-Premier Tech     | + 42 s           |
| 5e | Jai Hindley      | Australie   | Red Bull-Bora-Hansgrohe | + 53 s           |
| 6e | Tom Pidcock      | Royaume-Uni | Q36.5 Pro Cycling Team  | + 56 s           |
| 7e | Mikel Landa      | Espagne     | Soudal Quick-Step       | + 1 min 05 s     |
| 8e | David de la Cruz | Espagne     | Q36.5 Pro Cycling Team  | + 1 min 32 s     |
| 9e | Pello Bilbao     | Espagne     | Bahrain Victorious      | + 1 min 32 s     |
| 10e | Mattia Cattaneo  | Italie      | Soudal Quick-Step       | + 1 min 38 s     |

### 7eétape
| \| Classement de l'étape \| Classement de l'étape \| Classement de l'étape \| Classement de l'étape \| Classement de l'étape \| \| Coureur \| Coureur \| Pays \| Équipe \| Temps \| \| --------------------- \| --------------------- \| --------------------- \| -------------------------- \| --------------------- \| \| 1er \| Jonathan Milan \| Italie \| Lidl-Trek \| 3 h 08 min 07 s \| \| 2e \| Sam Bennett \| Irlande \| Decathlon-AG2R La Mondiale \| + 0 s \| \| 3e \| Olav Kooij \| Pays-Bas \| Team Visma \\| Lease a Bike \| + 0 s \| \| 4e \| Jake Stewart \| Royaume-Uni \| Israel-Premier Tech \| + 0 s \| \| 5e \| Paul Penhoët \| France \| Groupama-FDJ \| + 0 s \| \| 6e \| Giovanni Lonardi \| Italie \| Team Polti VisitMalta \| + 0 s \| \| 7e \| Maikel Zijlaard \| Pays-Bas \| Tudor Pro Cycling Team \| + 0 s \| \| 8e \| Natnael Tesfatsion \| Érythrée \| Movistar Team \| + 0 s \| \| 9e \| Casper van Uden \| Pays-Bas \| Team Picnic-PostNL \| + 0 s \| \| 10e \| Clément Venturini \| France \| Arkéa-B&B Hotels \| + 0 s \| |                    |             |                            |                 |
| |                    |             |                            |                 |
| |                    |             |                            |                 |
| Classement de l'étape |                    |             |                            |                 |
| Coureur | Coureur            | Pays        | Équipe                     | Temps           |
| 1er | Jonathan Milan     | Italie      | Lidl-Trek                  | 3 h 08 min 07 s |
| 2e | Sam Bennett        | Irlande     | Decathlon-AG2R La Mondiale | + 0 s           |
| 3e | Olav Kooij         | Pays-Bas    | Team Visma \| Lease a Bike | + 0 s           |
| 4e | Jake Stewart       | Royaume-Uni | Israel-Premier Tech        | + 0 s           |
| 5e | Paul Penhoët       | France      | Groupama-FDJ               | + 0 s           |
| 6e | Giovanni Lonardi   | Italie      | Team Polti VisitMalta      | + 0 s           |
| 7e | Maikel Zijlaard    | Pays-Bas    | Tudor Pro Cycling Team     | + 0 s           |
| 8e | Natnael Tesfatsion | Érythrée    | Movistar Team              | + 0 s           |
| 9e | Casper van Uden    | Pays-Bas    | Team Picnic-PostNL         | + 0 s           |
| 10e | Clément Venturini  | France      | Arkéa-B&B Hotels           | + 0 s           |

## Classements finals

### Classement général
| \| Classement général \| Classement général \| Classement général \| Classement général \| Classement général \| \| Coureur \| Coureur \| Pays \| Équipe \| Temps \| \| ------------------ \| ------------------ \| ------------------ \| -------------------------- \| ------------------ \| \| 1er \| Juan Ayuso \| Espagne \| UAE Team Emirates XRG \| 28 h 41 min 24 s \| \| 2e \| Filippo Ganna \| Italie \| Ineos Grenadiers \| + 35 s \| \| 3e \| Antonio Tiberi \| Italie \| Bahrain Victorious \| + 36 s \| \| 4e \| Derek Gee \| Canada \| Israel-Premier Tech \| + 42 s \| \| 5e \| Jai Hindley \| Australie \| Red Bull-Bora-Hansgrohe \| + 53 s \| \| 6e \| Tom Pidcock \| Royaume-Uni \| Q36.5 Pro Cycling Team \| + 56 s \| \| 7e \| Mikel Landa \| Espagne \| Soudal Quick-Step \| + 1 min 05 s \| \| 8e \| David de la Cruz \| Espagne \| Q36.5 Pro Cycling Team \| + 1 min 32 s \| \| 9e \| Pello Bilbao \| Espagne \| Bahrain Victorious \| + 1 min 32 s \| \| 10e \| Mattia Cattaneo \| Italie \| Soudal Quick-Step \| + 1 min 38 s \| \| 11e \| Tobias Johannessen \| Norvège \| Uno-X Mobility \| + 1 min 46 s \| \| 12e \| Kévin Vauquelin \| France \| Arkéa-B&B Hotels \| + 1 min 52 s \| \| 13e \| Giulio Ciccone \| Italie \| Lidl-Trek \| + 1 min 58 s \| \| 14e \| Simon Yates \| Royaume-Uni \| Team Visma \\| Lease a Bike \| + 2 min 04 s \| \| 15e \| Romain Grégoire \| France \| Groupama-FDJ \| + 2 min 05 s \| |                    |             |                            |                  |
| |                    |             |                            |                  |
| Source : ProCyclingStats |                    |             |                            |                  |
| Classement général |                    |             |                            |                  |
| Coureur | Coureur            | Pays        | Équipe                     | Temps            |
| 1er | Juan Ayuso         | Espagne     | UAE Team Emirates XRG      | 28 h 41 min 24 s |
| 2e | Filippo Ganna      | Italie      | Ineos Grenadiers           | + 35 s           |
| 3e | Antonio Tiberi     | Italie      | Bahrain Victorious         | + 36 s           |
| 4e | Derek Gee          | Canada      | Israel-Premier Tech        | + 42 s           |
| 5e | Jai Hindley        | Australie   | Red Bull-Bora-Hansgrohe    | + 53 s           |
| 6e | Tom Pidcock        | Royaume-Uni | Q36.5 Pro Cycling Team     | + 56 s           |
| 7e | Mikel Landa        | Espagne     | Soudal Quick-Step          | + 1 min 05 s     |
| 8e | David de la Cruz   | Espagne     | Q36.5 Pro Cycling Team     | + 1 min 32 s     |
| 9e | Pello Bilbao       | Espagne     | Bahrain Victorious         | + 1 min 32 s     |
| 10e | Mattia Cattaneo    | Italie      | Soudal Quick-Step          | + 1 min 38 s     |
| 11e | Tobias Johannessen | Norvège     | Uno-X Mobility             | + 1 min 46 s     |
| 12e | Kévin Vauquelin    | France      | Arkéa-B&B Hotels           | + 1 min 52 s     |
| 13e | Giulio Ciccone     | Italie      | Lidl-Trek                  | + 1 min 58 s     |
| 14e | Simon Yates        | Royaume-Uni | Team Visma \| Lease a Bike | + 2 min 04 s     |
| 15e | Romain Grégoire    | France      | Groupama-FDJ               | + 2 min 05 s     |

| Classement par points | Classement par points | Classement par points | Classement par points      | Classement par points |
| Coureur               | Coureur               | Pays                  | Équipe                     | Points                |
| --------------------- | --------------------- | --------------------- | -------------------------- | --------------------- |
| 1er                   | Jonathan Milan        | Italie                | Lidl-Trek                  | 41 pts                |
| 2e                    | Tom Pidcock           | Royaume-Uni           | Q36.5 Pro Cycling Team     | 28 pts                |
| 3e                    | Olav Kooij            | Pays-Bas              | Team Visma \| Lease a Bike | 27 pts                |
| 4e                    | Juan Ayuso            | Espagne               | UAE Team Emirates XRG      | 24 pts                |
| 5e                    | Filippo Ganna         | Italie                | Ineos Grenadiers           | 22 pts                |
| 6e                    | Andrea Vendrame       | Italie                | Decathlon-AG2R La Mondiale | 22 pts                |
| 7e                    | Mathieu van der Poel  | Pays-Bas              | Alpecin-Deceuninck         | 18 pts                |
| 8e                    | Rick Pluimers         | Pays-Bas              | Tudor Pro Cycling Team     | 17 pts                |
| 9e                    | Antonio Tiberi        | Italie                | Bahrain Victorious         | 15 pts                |
| 10e                   | Roger Adrià           | Espagne               | Red Bull-Bora-Hansgrohe    | 15 pts                |

| Classement par points | Classement par points | Classement par points | Classement par points      | Classement par points |
| Coureur               | Coureur               | Pays                  | Équipe                     | Points                |
| --------------------- | --------------------- | --------------------- | -------------------------- | --------------------- |
| 1er                   | Jonathan Milan        | Italie                | Lidl-Trek                  | 41 pts                |
| 2e                    | Tom Pidcock           | Royaume-Uni           | Q36.5 Pro Cycling Team     | 28 pts                |
| 3e                    | Olav Kooij            | Pays-Bas              | Team Visma \| Lease a Bike | 27 pts                |
| 4e                    | Juan Ayuso            | Espagne               | UAE Team Emirates XRG      | 24 pts                |
| 5e                    | Filippo Ganna         | Italie                | Ineos Grenadiers           | 22 pts                |
| 6e                    | Andrea Vendrame       | Italie                | Decathlon-AG2R La Mondiale | 22 pts                |
| 7e                    | Mathieu van der Poel  | Pays-Bas              | Alpecin-Deceuninck         | 18 pts                |
| 8e                    | Rick Pluimers         | Pays-Bas              | Tudor Pro Cycling Team     | 17 pts                |
| 9e                    | Antonio Tiberi        | Italie                | Bahrain Victorious         | 15 pts                |
| 10e                   | Roger Adrià           | Espagne               | Red Bull-Bora-Hansgrohe    | 15 pts                |

| Classement de la montagne | Classement de la montagne | Classement de la montagne | Classement de la montagne     | Classement de la montagne |
| Coureur                   | Coureur                   | Pays                      | Équipe                        | Points                    |
| ------------------------- | ------------------------- | ------------------------- | ----------------------------- | ------------------------- |
| 1er                       | Manuele Tarozzi           | Italie                    | VF Group-Bardiani CSF-Faizanè | 32 pts                    |
| 2e                        | Juan Ayuso                | Espagne                   | UAE Team Emirates XRG         | 20 pts                    |
| 3e                        | Tom Pidcock               | Royaume-Uni               | Q36.5 Pro Cycling Team        | 13 pts                    |
| 4e                        | Davide Bais               | Italie                    | Team Polti VisitMalta         | 11 pts                    |
| 5e                        | Richard Carapaz           | Équateur                  | EF Education-EasyPost         | 10 pts                    |
| 6e                        | Fredrik Dversnes          | Norvège                   | Uno-X Mobility                | 8 pts                     |
| 7e                        | Derek Gee                 | Canada                    | Israel-Premier Tech           | 7 pts                     |
| 8e                        | Jai Hindley               | Australie                 | Red Bull-Bora-Hansgrohe       | 7 pts                     |
| 9e                        | Ben Healy                 | Irlande                   | EF Education-EasyPost         | 7 pts                     |
| 10e                       | Brandon Rivera            | Colombie                  | Ineos Grenadiers              | 5 pts                     |

| Classement de la montagne | Classement de la montagne | Classement de la montagne | Classement de la montagne     | Classement de la montagne |
| Coureur                   | Coureur                   | Pays                      | Équipe                        | Points                    |
| ------------------------- | ------------------------- | ------------------------- | ----------------------------- | ------------------------- |
| 1er                       | Manuele Tarozzi           | Italie                    | VF Group-Bardiani CSF-Faizanè | 32 pts                    |
| 2e                        | Juan Ayuso                | Espagne                   | UAE Team Emirates XRG         | 20 pts                    |
| 3e                        | Tom Pidcock               | Royaume-Uni               | Q36.5 Pro Cycling Team        | 13 pts                    |
| 4e                        | Davide Bais               | Italie                    | Team Polti VisitMalta         | 11 pts                    |
| 5e                        | Richard Carapaz           | Équateur                  | EF Education-EasyPost         | 10 pts                    |
| 6e                        | Fredrik Dversnes          | Norvège                   | Uno-X Mobility                | 8 pts                     |
| 7e                        | Derek Gee                 | Canada                    | Israel-Premier Tech           | 7 pts                     |
| 8e                        | Jai Hindley               | Australie                 | Red Bull-Bora-Hansgrohe       | 7 pts                     |
| 9e                        | Ben Healy                 | Irlande                   | EF Education-EasyPost         | 7 pts                     |
| 10e                       | Brandon Rivera            | Colombie                  | Ineos Grenadiers              | 5 pts                     |

| Classement du meilleur jeune | Classement du meilleur jeune | Classement du meilleur jeune | Classement du meilleur jeune  | Classement du meilleur jeune |
| Coureur                      | Coureur                      | Pays                         | Équipe                        | Temps                        |
| ---------------------------- | ---------------------------- | ---------------------------- | ----------------------------- | ---------------------------- |
| 1er                          | Juan Ayuso                   | Espagne                      | UAE Team Emirates XRG         | 28 h 41 min 24 s             |
| 2e                           | Antonio Tiberi               | Italie                       | Bahrain Victorious            | + 36 s                       |
| 3e                           | Kévin Vauquelin              | France                       | Arkéa-B&B Hotels              | + 1 min 52 s                 |
| 4e                           | Romain Grégoire              | France                       | Groupama-FDJ                  | + 2 min 05 s                 |
| 5e                           | Davide Piganzoli             | Italie                       | Team Polti VisitMalta         | + 2 min 11 s                 |
| 6e                           | Isaac Del Toro               | Mexique                      | UAE Team Emirates XRG         | + 2 min 13 s                 |
| 7e                           | Alessandro Pinarello         | Italie                       | VF Group-Bardiani CSF-Faizanè | + 2 min 41 s                 |
| 8e                           | Ben Healy                    | Irlande                      | EF Education-EasyPost         | + 2 min 54 s                 |
| 9e                           | Florian Samuel Kajamini      | Italie                       | XDS Astana Team               | + 3 min 26 s                 |
| 10e                          | Johannes Staune-Mittet       | Norvège                      | Decathlon-AG2R La Mondiale    | + 5 min 25 s                 |

| Classement du meilleur jeune | Classement du meilleur jeune | Classement du meilleur jeune | Classement du meilleur jeune  | Classement du meilleur jeune |
| Coureur                      | Coureur                      | Pays                         | Équipe                        | Temps                        |
| ---------------------------- | ---------------------------- | ---------------------------- | ----------------------------- | ---------------------------- |
| 1er                          | Juan Ayuso                   | Espagne                      | UAE Team Emirates XRG         | 28 h 41 min 24 s             |
| 2e                           | Antonio Tiberi               | Italie                       | Bahrain Victorious            | + 36 s                       |
| 3e                           | Kévin Vauquelin              | France                       | Arkéa-B&B Hotels              | + 1 min 52 s                 |
| 4e                           | Romain Grégoire              | France                       | Groupama-FDJ                  | + 2 min 05 s                 |
| 5e                           | Davide Piganzoli             | Italie                       | Team Polti VisitMalta         | + 2 min 11 s                 |
| 6e                           | Isaac Del Toro               | Mexique                      | UAE Team Emirates XRG         | + 2 min 13 s                 |
| 7e                           | Alessandro Pinarello         | Italie                       | VF Group-Bardiani CSF-Faizanè | + 2 min 41 s                 |
| 8e                           | Ben Healy                    | Irlande                      | EF Education-EasyPost         | + 2 min 54 s                 |
| 9e                           | Florian Samuel Kajamini      | Italie                       | XDS Astana Team               | + 3 min 26 s                 |
| 10e                          | Johannes Staune-Mittet       | Norvège                      | Decathlon-AG2R La Mondiale    | + 5 min 25 s                 |

| Classement par équipes | Classement par équipes | Classement par équipes | Classement par équipes |
| Équipe                 | Équipe                 | Pays                   | Temps                  |
| ---------------------- | ---------------------- | ---------------------- | ---------------------- |

| Classement par équipes | Classement par équipes | Classement par équipes | Classement par équipes |
| Équipe                 | Équipe                 | Pays                   | Temps                  |
| ---------------------- | ---------------------- | ---------------------- | ---------------------- |

## Classements UCI
La course attribue des points au Classement mondial UCI 2025 selon le barème suivant :
| Position           | 1er | 2e  | 3e  | 4e  | 5e  | 6e  | 7e  | 8e  | 9e  | 10e | 11e | 12e | 13e | 14e | 15e | 16e à 20e | 21e à 30e | 31e à 50e | 51e à 55e | 56e à 60e |
| Classement général | 500 | 400 | 325 | 275 | 225 | 175 | 150 | 125 | 100 | 80  | 70  | 60  | 50  | 40  | 35  | 30        | 20        | 10        | 5         | 3         |
| Par étapes         | 60  | 40  | 30  | 25  | 20  | 15  | 10  | 8   | 5   | 2   |     |     |     |     |     |           |           |           |           |           |
| Leader             | 10  |     |     |     |     |     |     |     |     |     |     |     |     |     |     |           |           |           |           |           |

## Évolution des classements
| Étape              | Vainqueur          | Classement général | Classement par points | Classement de la montagne | Classement du meilleur jeune | Classement par équipes |
| ------------------ | ------------------ | ------------------ | --------------------- | ------------------------- | ---------------------------- | ---------------------- |
| 1                  | Filippo Ganna      | Filippo Ganna      | Filippo Ganna         | non-décerné               | Juan Ayuso                   | Ineos Grenadiers       |
| 2                  | Jonathan Milan     | Filippo Ganna      | Jonathan Milan        | Davide Bais               | Jonathan Milan               | Ineos Grenadiers       |
| 3                  | Andrea Vendrame    | Filippo Ganna      | Jonathan Milan        | Manuele Tarozzi           | Juan Ayuso                   | UAE Emirates XRG       |
| 4                  | Olav Kooij         | Filippo Ganna      | Jonathan Milan        | Manuele Tarozzi           | Juan Ayuso                   | UAE Emirates XRG       |
| 5                  | Fredrik Dversnes   | Filippo Ganna      | Jonathan Milan        | Manuele Tarozzi           | Juan Ayuso                   | UAE Emirates XRG       |
| 6                  | Juan Ayuso         | Juan Ayuso         | Tom Pidcock           | Manuele Tarozzi           | Juan Ayuso                   | UAE Emirates XRG       |
| 7                  | Jonathan Milan     | Juan Ayuso         | Jonathan Milan        | Manuele Tarozzi           | Juan Ayuso                   | UAE Emirates XRG       |
| Classements finals | Classements finals | Juan Ayuso         | Jonathan Milan        | Manuele Tarozzi           | Juan Ayuso                   | UAE Emirates XRG       |

## Liste des participants
| Alpecin-Deceuninck ADC                                   | Alpecin-Deceuninck ADC      | Alpecin-Deceuninck ADC |
| -------------------------------------------------------- | --------------------------- | ---------------------- |
| Num                                                      | Coureur                     | Pos                    |
| 1                                                        | Mathieu van der Poel (NED)  | 50e                    |
| 2                                                        | Samuel Gaze (NZL)           | 115e                   |
| 3                                                        | Robbe Ghys (BEL)            | NP-3                   |
| 4                                                        | Gal Glivar (SLO)            | 74e                    |
| 5                                                        | Xandro Meurisse (BEL)       | 114e                   |
| 6                                                        | Johan Price-Pejtersen (DEN) | AB-5                   |
| 7                                                        | Gianni Vermeersch (BEL)     | 54e                    |
| Directeur sportif : Gianni Meersman, Christoph Roodhooft |                             |                        |

| Arkéa-B&B Hotels ARK                           | Arkéa-B&B Hotels ARK     | Arkéa-B&B Hotels ARK |
| ---------------------------------------------- | ------------------------ | -------------------- |
| Num                                            | Coureur                  | Pos                  |
| 11                                             | Amaury Capiot (BEL)      | 127e                 |
| 12                                             | Anthony Delaplace (FRA)  | 73e                  |
| 13                                             | Mathis Le Berre (FRA)    | 107e                 |
| 14                                             | Cristian Rodríguez (ESP) | 47e                  |
| 15                                             | Kévin Vauquelin (FRA)    | 12e                  |
| 16                                             | Clément Venturini (FRA)  | 80e                  |
| 17                                             | Alessandro Verre (ITA)   | AB-5                 |
| Directeur sportif : Yvon Ledanois, Didier Rous |                          |                      |

| Bahrain Victorious TBV                                 | Bahrain Victorious TBV | Bahrain Victorious TBV |
| ------------------------------------------------------ | ---------------------- | ---------------------- |
| Num                                                    | Coureur                | Pos                    |
| 21                                                     | Antonio Tiberi (ITA)   | 3e                     |
| 22                                                     | Pello Bilbao (ESP)     | 9e                     |
| 23                                                     | Damiano Caruso (ITA)   | 66e                    |
| 24                                                     | Afonso Eulálio (POR)   | AB-5                   |
| 25                                                     | Fran Miholjević (CRO)  | 120e                   |
| 26                                                     | Andrea Pasqualon (ITA) | 123e                   |
| 27                                                     | Robert Stannard (AUS)  | 89e                    |
| Directeur sportif : Gorazd Štangelj, Franco Pellizotti |                        |                        |

| Cofidis COF                                           | Cofidis COF                 | Cofidis COF |
| ----------------------------------------------------- | --------------------------- | ----------- |
| Num                                                   | Coureur                     | Pos         |
| 31                                                    | Ion Izagirre (ESP)          | 28e         |
| 32                                                    | Alex Aranburu (ESP) (route) | 29e         |
| 33                                                    | Bryan Coquard (FRA)         | 129e        |
| 34                                                    | Valentin Ferron (FRA)       | 132e        |
| 35                                                    | Jan Maas (NED)              | 95e         |
| 36                                                    | Paul Ourselin (FRA)         | 70e         |
| 37                                                    | Benjamin Thomas (FRA)       | 71e         |
| Directeur sportif : Roberto Damiani, Bingen Fernández |                             |             |

| Decathlon-AG2R La Mondiale DAT                  | Decathlon-AG2R La Mondiale DAT | Decathlon-AG2R La Mondiale DAT |
| ----------------------------------------------- | ------------------------------ | ------------------------------ |
| Num                                             | Coureur                        | Pos                            |
| 41                                              | Johannes Staune-Mittet (NOR)   | 36e                            |
| 42                                              | Sam Bennett (IRL)              | 136e                           |
| 43                                              | Dries De Bondt (BEL)           | 86e                            |
| 44                                              | Dorian Godon (FRA)             | 100e                           |
| 45                                              | Tord Gudmestad (NOR)           | 124e                           |
| 46                                              | Nicolas Prodhomme (FRA)        | 37e                            |
| 47                                              | Andrea Vendrame (ITA)          | 31e                            |
| Directeur sportif : Luke Roberts, Didier Jannel |                                |                                |

| EF Education-EasyPost EFE                                  | EF Education-EasyPost EFE | EF Education-EasyPost EFE |
| ---------------------------------------------------------- | ------------------------- | ------------------------- |
| Num                                                        | Coureur                   | Pos                       |
| 51                                                         | Richard Carapaz (ECU)     | 18e                       |
| 52                                                         | Ben Healy (IRL)           | 24e                       |
| 53                                                         | Samuele Battistella (ITA) | 93e                       |
| 54                                                         | Esteban Chaves (COL)      | 40e                       |
| 55                                                         | Rui Costa (POR) (route)   | AB-5                      |
| 56                                                         | James Shaw (GBR)          | NP-1                      |
| 57                                                         | Michael Valgren (DEN)     | AB-2                      |
| Directeur sportif : Juan Manuel Gárate, Tejay van Garderen |                           |                           |

| Groupama-FDJ GFC                                     | Groupama-FDJ GFC       | Groupama-FDJ GFC |
| ---------------------------------------------------- | ---------------------- | ---------------- |
| Num                                                  | Coureur                | Pos              |
| 61                                                   | David Gaudu (FRA)      | AB-2             |
| 62                                                   | Lorenzo Germani (ITA)  | 65e              |
| 63                                                   | Romain Grégoire (FRA)  | 15e              |
| 64                                                   | Valentin Madouas (FRA) | 35e              |
| 65                                                   | Quentin Pacher (FRA)   | 39e              |
| 66                                                   | Paul Penhoët (FRA)     | 101e             |
| 67                                                   | Clément Russo (FRA)    | 105e             |
| Directeur sportif : Thierry Bricaud, Jussi Veikkanen |                        |                  |

| Ineos Grenadiers IGD                               | Ineos Grenadiers IGD     | Ineos Grenadiers IGD |
| -------------------------------------------------- | ------------------------ | -------------------- |
| Num                                                | Coureur                  | Pos                  |
| 71                                                 | Filippo Ganna (ITA)      | 2e                   |
| 72                                                 | Laurens De Plus (BEL)    | 46e                  |
| 73                                                 | Lucas Hamilton (AUS)     | 116e                 |
| 74                                                 | Michał Kwiatkowski (POL) | AB-5                 |
| 75                                                 | Salvatore Puccio (ITA)   | AB-7                 |
| 76                                                 | Brandon Rivera (COL)     | 41e                  |
| 77                                                 | Connor Swift (GBR)       | 77e                  |
| Directeur sportif : Zakkari Dempster, Ian Stannard |                          |                      |

| Intermarché-Wanty IWA                          | Intermarché-Wanty IWA   | Intermarché-Wanty IWA |
| ---------------------------------------------- | ----------------------- | --------------------- |
| Num                                            | Coureur                 | Pos                   |
| 81                                             | Kamiel Bonneu (BEL)     | 98e                   |
| 82                                             | Vito Braet (BEL)        | AB-6                  |
| 83                                             | Francesco Busatto (ITA) | 58e                   |
| 84                                             | Kevin Colleoni (ITA)    | 81e                   |
| 85                                             | Tom Paquot (BEL)        | AB-2                  |
| 86                                             | Louis Barré (FRA)       | NP-1                  |
| 87                                             | Jonas Rutsch (GER)      | 43e                   |
| Directeur sportif : Aike Visbeek, Bart Wellens |                         |                       |

| Israel-Premier Tech IPT                          | Israel-Premier Tech IPT | Israel-Premier Tech IPT |
| ------------------------------------------------ | ----------------------- | ----------------------- |
| Num                                              | Coureur                 | Pos                     |
| 91                                               | Derek Gee (CAN)         | 4e                      |
| 92                                               | Pascal Ackermann (GER)  | AB-3                    |
| 93                                               | Marco Frigo (ITA)       | 76e                     |
| 94                                               | Jakob Fuglsang (DEN)    | 84e                     |
| 95                                               | Hugo Houle (CAN)        | AB-3                    |
| 96                                               | Nadav Raisberg (ISR)    | 128e                    |
| 97                                               | Jake Stewart (GBR)      | 118e                    |
| Directeur sportif : Sam Bewley, Francesco Frassi |                         |                         |

| Lidl-Trek LTK                                   | Lidl-Trek LTK                          | Lidl-Trek LTK |
| ----------------------------------------------- | -------------------------------------- | ------------- |
| Num                                             | Coureur                                | Pos           |
| 101                                             | Giulio Ciccone (ITA)                   | 13e           |
| 102                                             | Simone Consonni (ITA)                  | AB-5          |
| 103                                             | Amanuel Ghebreigzabhier (ERI) (chrono) | 112e          |
| 104                                             | Jonathan Milan (ITA)                   | 135e          |
| 105                                             | Toms Skujiņš (LAT)                     | 104e          |
| 106                                             | Jasper Stuyven (BEL)                   | 44e           |
| 107                                             | Edward Theuns (BEL)                    | 130e          |
| Directeur sportif : Grégory Rast, Adriano Baffi |                                        |               |

| Movistar Team MOV                       | Movistar Team MOV                | Movistar Team MOV |
| --------------------------------------- | -------------------------------- | ----------------- |
| Num                                     | Coureur                          | Pos               |
| 111                                     | Nairo Quintana (COL)             | 32e               |
| 112                                     | Jorge Arcas (ESP)                | 67e               |
| 113                                     | Orluis Aular (VEN)               | 52e               |
| 114                                     | Davide Formolo (ITA)             | 51e               |
| 115                                     | Einer Rubio (COL)                | 20e               |
| 116                                     | Pelayo Sánchez (ESP)             | AB-6              |
| 117                                     | Natnael Tesfatsion (ERI) (route) | 99e               |
| Directeur sportif : Maximilian Sciandri |                                  |                   |

| Q36.5 Pro Cycling Team Q36                             | Q36.5 Pro Cycling Team Q36      | Q36.5 Pro Cycling Team Q36 |
| ------------------------------------------------------ | ------------------------------- | -------------------------- |
| Num                                                    | Coureur                         | Pos                        |
| 121                                                    | Tom Pidcock (GBR)               | 6e                         |
| 122                                                    | Xabier Mikel Azparren (ESP)     | NP-3                       |
| 123                                                    | Gianluca Brambilla (ITA)        | AB-5                       |
| 124                                                    | David de la Cruz (ESP) (chrono) | 8e                         |
| 125                                                    | Damien Howson (AUS)             | 119e                       |
| 126                                                    | Mark Donovan (GBR)              | 53e                        |
| 127                                                    | Nickolas Zukowsky (CAN)         | AB-7                       |
| Directeur sportif : Gabriele Missaglia, Alex Sans Vega |                                 |                            |

| Red Bull-Bora-Hansgrohe RBH                          | Red Bull-Bora-Hansgrohe RBH | Red Bull-Bora-Hansgrohe RBH |
| ---------------------------------------------------- | --------------------------- | --------------------------- |
| Num                                                  | Coureur                     | Pos                         |
| 131                                                  | Jai Hindley (AUS)           | 5e                          |
| 132                                                  | Roger Adrià (ESP)           | 48e                         |
| 133                                                  | Jonas Koch (GER)            | 94e                         |
| 134                                                  | Filip Maciejuk (POL)        | 83e                         |
| 135                                                  | Gianni Moscon (ITA)         | 62e                         |
| 136                                                  | Anton Palzer (GER)          | NP-3                        |
| 137                                                  | Tim van Dijke (NED)         | 82e                         |
| Directeur sportif : Enrico Gasparotto, Roger Hammond |                             |                             |

| Soudal Quick-Step SOQ                                | Soudal Quick-Step SOQ        | Soudal Quick-Step SOQ |
| ---------------------------------------------------- | ---------------------------- | --------------------- |
| Num                                                  | Coureur                      | Pos                   |
| 141                                                  | Mikel Landa (ESP)            | 7e                    |
| 142                                                  | Mattia Cattaneo (ITA)        | 10e                   |
| 143                                                  | Josef Černý (CZE)            | 117e                  |
| 144                                                  | Paul Magnier (FRA)           | 91e                   |
| 145                                                  | Valentin Paret-Peintre (FRA) | 38e                   |
| 146                                                  | Casper Pedersen (DEN)        | 90e                   |
| 147                                                  | Pepijn Reinderink (NED)      | 111e                  |
| Directeur sportif : Davide Bramati, Wilfried Peeters |                              |                       |

| Team Jayco AlUla JAY                             | Team Jayco AlUla JAY            | Team Jayco AlUla JAY |
| ------------------------------------------------ | ------------------------------- | -------------------- |
| Num                                              | Coureur                         | Pos                  |
| 151                                              | Filippo Zana (ITA)              | 25e                  |
| 152                                              | Eddie Dunbar (IRL) (chrono)     | AB-5                 |
| 153                                              | Patrick Gamper (AUT)            | 125e                 |
| 154                                              | Dylan Groenewegen (NED) (route) | 137e                 |
| 155                                              | Luka Mezgec (SLO)               | 126e                 |
| 156                                              | Elmar Reinders (NED)            | 133e                 |
| 157                                              | Jasha Sütterlin (GER)           | 75e                  |
| Directeur sportif : Valerio Piva, Steve Cummings |                                 |                      |

| Team Picnic-PostNL TPP                           | Team Picnic-PostNL TPP | Team Picnic-PostNL TPP |
| ------------------------------------------------ | ---------------------- | ---------------------- |
| Num                                              | Coureur                | Pos                    |
| 161                                              | Chris Hamilton (AUS)   | 34e                    |
| 162                                              | Bjoern Koerdt (GBR)    | AB-7                   |
| 163                                              | Gijs Leemreize (NED)   | 49e                    |
| 164                                              | Enzo Leijnse (NED)     | 102e                   |
| 165                                              | Niklas Märkl (GER)     | 122e                   |
| 166                                              | Casper van Uden (NED)  | 85e                    |
| 167                                              | Bram Welten (NED)      | NP-6                   |
| Directeur sportif : Matthew Winston, Philip West |                        |                        |

| Team Polti VisitMalta PTV                            | Team Polti VisitMalta PTV   | Team Polti VisitMalta PTV |
| ---------------------------------------------------- | --------------------------- | ------------------------- |
| Num                                                  | Coureur                     | Pos                       |
| 171                                                  | Davide Piganzoli (ITA)      | 17e                       |
| 172                                                  | Davide Bais (ITA)           | 108e                      |
| 173                                                  | Giovanni Lonardi (ITA)      | 106e                      |
| 174                                                  | Mirco Maestri (ITA)         | 59e                       |
| 175                                                  | Francisco Muñoz Llana (ESP) | 92e                       |
| 176                                                  | Andrea Pietrobon (ITA)      | 109e                      |
| 177                                                  | Alessandro Tonelli (ITA)    | 61e                       |
| Directeur sportif : Stefano Zanatta, Giovanni Ellena |                             |                           |

| Team Visma \| Lease a Bike TVL                     | Team Visma \| Lease a Bike TVL | Team Visma \| Lease a Bike TVL |
| -------------------------------------------------- | ------------------------------ | ------------------------------ |
| Num                                                | Coureur                        | Pos                            |
| 181                                                | Simon Yates (GBR)              | 14e                            |
| 182                                                | Olav Kooij (NED)               | 96e                            |
| 183                                                | Steven Kruijswijk (NED)        | 69e                            |
| 184                                                | Daniel McLay (GBR)             | 131e                           |
| 185                                                | Cian Uijtdebroeks (BEL)        | AB-7                           |
| 186                                                | Attila Valter (HUN) (route)    | 56e                            |
| 187                                                | Dylan van Baarle (NED)         | 88e                            |
| Directeur sportif : Maarten Wynants, Jesper Mørkøv |                                |                                |

| Tudor Pro Cycling Team TUD                        | Tudor Pro Cycling Team TUD | Tudor Pro Cycling Team TUD |
| ------------------------------------------------- | -------------------------- | -------------------------- |
| Num                                               | Coureur                    | Pos                        |
| 191                                               | Marc Hirschi (SUI)         | 23e                        |
| 192                                               | Alexander Krieger (GER)    | 134e                       |
| 193                                               | Rick Pluimers (NED)        | 55e                        |
| 194                                               | Florian Stork (GER)        | 79e                        |
| 195                                               | Lawrence Warbasse (USA)    | 68e                        |
| 196                                               | Hannes Wilksch (GER)       | 57e                        |
| 197                                               | Maikel Zijlaard (NED)      | 121e                       |
| Directeur sportif : Matteo Tosatto, Claudio Cozzi |                            |                            |

| UAE Team Emirates XRG UAD                                   | UAE Team Emirates XRG UAD          | UAE Team Emirates XRG UAD |
| ----------------------------------------------------------- | ---------------------------------- | ------------------------- |
| Num                                                         | Coureur                            | Pos                       |
| 201                                                         | Juan Ayuso (ESP)                   | 1er                       |
| 202                                                         | Rui Oliveira (POR)                 | AB-7                      |
| 203                                                         | Isaac Del Toro (MEX)               | 19e                       |
| 204                                                         | Felix Großschartner (AUT) (chrono) | 60e                       |
| 205                                                         | Rafał Majka (POL)                  | 72e                       |
| 206                                                         | Domen Novak (SLO) (route)          | AB-7                      |
| 207                                                         | Adam Yates (GBR)                   | 16e                       |
| Directeur sportif : Fabrizio Guidi, Manuele Mori, Tomás Gil |                                    |                           |

| Uno-X Mobility UXM                              | Uno-X Mobility UXM               | Uno-X Mobility UXM |
| ----------------------------------------------- | -------------------------------- | ------------------ |
| Num                                             | Coureur                          | Pos                |
| 211                                             | Magnus Cort Nielsen (DEN)        | 110e               |
| 212                                             | Fredrik Dversnes (NOR)           | 45e                |
| 213                                             | Ådne Holter (NOR)                | 103e               |
| 214                                             | Anders Johannessen (NOR)         | 78e                |
| 215                                             | Tobias Johannessen (NOR)         | 11e                |
| 216                                             | William Blume Levy (DEN)         | 97e                |
| 217                                             | Søren Wærenskjold (NOR) (chrono) | 138e               |
| Directeur sportif : Gabriel Rasch, Emil Vinjebo |                                  |                    |

| VF Group-Bardiani CSF-Faizanè VBF                        | VF Group-Bardiani CSF-Faizanè VBF | VF Group-Bardiani CSF-Faizanè VBF |
| -------------------------------------------------------- | --------------------------------- | --------------------------------- |
| Num                                                      | Coureur                           | Pos                               |
| 221                                                      | Manuele Tarozzi (ITA)             | 63e                               |
| 222                                                      | Lorenzo Conforti (ITA)            | AB-4                              |
| 223                                                      | Luca Covili (ITA)                 | 42e                               |
| 224                                                      | Filippo Fiorelli (ITA)            | 30e                               |
| 225                                                      | Alessandro Pinarello (ITA)        | 22e                               |
| 226                                                      | Matteo Scalco (ITA)               | 64e                               |
| 227                                                      | Enrico Zanoncello (ITA)           | 113e                              |
| Directeur sportif : Roberto Reverberi, Alessandro Donati |                                   |                                   |

| XDS Astana Team XAT                                | XDS Astana Team XAT           | XDS Astana Team XAT |
| -------------------------------------------------- | ----------------------------- | ------------------- |
| Num                                                | Coureur                       | Pos                 |
| 231                                                | Alberto Bettiol (ITA) (route) | NP-3                |
| 232                                                | Nicola Conci (ITA)            | 33e                 |
| 233                                                | Lorenzo Fortunato (ITA)       | 21e                 |
| 234                                                | Florian Samuel Kajamini (ITA) | 27e                 |
| 235                                                | Wout Poels (NED)              | AB-5                |
| 236                                                | Davide Toneatti (ITA)         | 87e                 |
| 237                                                | Simone Velasco (ITA)          | 26e                 |
| Directeur sportif : Alexandr Shefer, Dario Cataldo |                               |                     |

| Alpecin-Deceuninck ADC                                   | Alpecin-Deceuninck ADC      | Alpecin-Deceuninck ADC |
| -------------------------------------------------------- | --------------------------- | ---------------------- |
| Num                                                      | Coureur                     | Pos                    |
| 1                                                        | Mathieu van der Poel (NED)  | 50e                    |
| 2                                                        | Samuel Gaze (NZL)           | 115e                   |
| 3                                                        | Robbe Ghys (BEL)            | NP-3                   |
| 4                                                        | Gal Glivar (SLO)            | 74e                    |
| 5                                                        | Xandro Meurisse (BEL)       | 114e                   |
| 6                                                        | Johan Price-Pejtersen (DEN) | AB-5                   |
| 7                                                        | Gianni Vermeersch (BEL)     | 54e                    |
| Directeur sportif : Gianni Meersman, Christoph Roodhooft |                             |                        |

| Arkéa-B&B Hotels ARK                           | Arkéa-B&B Hotels ARK     | Arkéa-B&B Hotels ARK |
| ---------------------------------------------- | ------------------------ | -------------------- |
| Num                                            | Coureur                  | Pos                  |
| 11                                             | Amaury Capiot (BEL)      | 127e                 |
| 12                                             | Anthony Delaplace (FRA)  | 73e                  |
| 13                                             | Mathis Le Berre (FRA)    | 107e                 |
| 14                                             | Cristian Rodríguez (ESP) | 47e                  |
| 15                                             | Kévin Vauquelin (FRA)    | 12e                  |
| 16                                             | Clément Venturini (FRA)  | 80e                  |
| 17                                             | Alessandro Verre (ITA)   | AB-5                 |
| Directeur sportif : Yvon Ledanois, Didier Rous |                          |                      |

| Bahrain Victorious TBV                                 | Bahrain Victorious TBV | Bahrain Victorious TBV |
| ------------------------------------------------------ | ---------------------- | ---------------------- |
| Num                                                    | Coureur                | Pos                    |
| 21                                                     | Antonio Tiberi (ITA)   | 3e                     |
| 22                                                     | Pello Bilbao (ESP)     | 9e                     |
| 23                                                     | Damiano Caruso (ITA)   | 66e                    |
| 24                                                     | Afonso Eulálio (POR)   | AB-5                   |
| 25                                                     | Fran Miholjević (CRO)  | 120e                   |
| 26                                                     | Andrea Pasqualon (ITA) | 123e                   |
| 27                                                     | Robert Stannard (AUS)  | 89e                    |
| Directeur sportif : Gorazd Štangelj, Franco Pellizotti |                        |                        |

| Cofidis COF                                           | Cofidis COF                 | Cofidis COF |
| ----------------------------------------------------- | --------------------------- | ----------- |
| Num                                                   | Coureur                     | Pos         |
| 31                                                    | Ion Izagirre (ESP)          | 28e         |
| 32                                                    | Alex Aranburu (ESP) (route) | 29e         |
| 33                                                    | Bryan Coquard (FRA)         | 129e        |
| 34                                                    | Valentin Ferron (FRA)       | 132e        |
| 35                                                    | Jan Maas (NED)              | 95e         |
| 36                                                    | Paul Ourselin (FRA)         | 70e         |
| 37                                                    | Benjamin Thomas (FRA)       | 71e         |
| Directeur sportif : Roberto Damiani, Bingen Fernández |                             |             |

| Decathlon-AG2R La Mondiale DAT                  | Decathlon-AG2R La Mondiale DAT | Decathlon-AG2R La Mondiale DAT |
| ----------------------------------------------- | ------------------------------ | ------------------------------ |
| Num                                             | Coureur                        | Pos                            |
| 41                                              | Johannes Staune-Mittet (NOR)   | 36e                            |
| 42                                              | Sam Bennett (IRL)              | 136e                           |
| 43                                              | Dries De Bondt (BEL)           | 86e                            |
| 44                                              | Dorian Godon (FRA)             | 100e                           |
| 45                                              | Tord Gudmestad (NOR)           | 124e                           |
| 46                                              | Nicolas Prodhomme (FRA)        | 37e                            |
| 47                                              | Andrea Vendrame (ITA)          | 31e                            |
| Directeur sportif : Luke Roberts, Didier Jannel |                                |                                |

| EF Education-EasyPost EFE                                  | EF Education-EasyPost EFE | EF Education-EasyPost EFE |
| ---------------------------------------------------------- | ------------------------- | ------------------------- |
| Num                                                        | Coureur                   | Pos                       |
| 51                                                         | Richard Carapaz (ECU)     | 18e                       |
| 52                                                         | Ben Healy (IRL)           | 24e                       |
| 53                                                         | Samuele Battistella (ITA) | 93e                       |
| 54                                                         | Esteban Chaves (COL)      | 40e                       |
| 55                                                         | Rui Costa (POR) (route)   | AB-5                      |
| 56                                                         | James Shaw (GBR)          | NP-1                      |
| 57                                                         | Michael Valgren (DEN)     | AB-2                      |
| Directeur sportif : Juan Manuel Gárate, Tejay van Garderen |                           |                           |

| Groupama-FDJ GFC                                     | Groupama-FDJ GFC       | Groupama-FDJ GFC |
| ---------------------------------------------------- | ---------------------- | ---------------- |
| Num                                                  | Coureur                | Pos              |
| 61                                                   | David Gaudu (FRA)      | AB-2             |
| 62                                                   | Lorenzo Germani (ITA)  | 65e              |
| 63                                                   | Romain Grégoire (FRA)  | 15e              |
| 64                                                   | Valentin Madouas (FRA) | 35e              |
| 65                                                   | Quentin Pacher (FRA)   | 39e              |
| 66                                                   | Paul Penhoët (FRA)     | 101e             |
| 67                                                   | Clément Russo (FRA)    | 105e             |
| Directeur sportif : Thierry Bricaud, Jussi Veikkanen |                        |                  |

| Ineos Grenadiers IGD                               | Ineos Grenadiers IGD     | Ineos Grenadiers IGD |
| -------------------------------------------------- | ------------------------ | -------------------- |
| Num                                                | Coureur                  | Pos                  |
| 71                                                 | Filippo Ganna (ITA)      | 2e                   |
| 72                                                 | Laurens De Plus (BEL)    | 46e                  |
| 73                                                 | Lucas Hamilton (AUS)     | 116e                 |
| 74                                                 | Michał Kwiatkowski (POL) | AB-5                 |
| 75                                                 | Salvatore Puccio (ITA)   | AB-7                 |
| 76                                                 | Brandon Rivera (COL)     | 41e                  |
| 77                                                 | Connor Swift (GBR)       | 77e                  |
| Directeur sportif : Zakkari Dempster, Ian Stannard |                          |                      |

| Intermarché-Wanty IWA                          | Intermarché-Wanty IWA   | Intermarché-Wanty IWA |
| ---------------------------------------------- | ----------------------- | --------------------- |
| Num                                            | Coureur                 | Pos                   |
| 81                                             | Kamiel Bonneu (BEL)     | 98e                   |
| 82                                             | Vito Braet (BEL)        | AB-6                  |
| 83                                             | Francesco Busatto (ITA) | 58e                   |
| 84                                             | Kevin Colleoni (ITA)    | 81e                   |
| 85                                             | Tom Paquot (BEL)        | AB-2                  |
| 86                                             | Louis Barré (FRA)       | NP-1                  |
| 87                                             | Jonas Rutsch (GER)      | 43e                   |
| Directeur sportif : Aike Visbeek, Bart Wellens |                         |                       |

| Israel-Premier Tech IPT                          | Israel-Premier Tech IPT | Israel-Premier Tech IPT |
| ------------------------------------------------ | ----------------------- | ----------------------- |
| Num                                              | Coureur                 | Pos                     |
| 91                                               | Derek Gee (CAN)         | 4e                      |
| 92                                               | Pascal Ackermann (GER)  | AB-3                    |
| 93                                               | Marco Frigo (ITA)       | 76e                     |
| 94                                               | Jakob Fuglsang (DEN)    | 84e                     |
| 95                                               | Hugo Houle (CAN)        | AB-3                    |
| 96                                               | Nadav Raisberg (ISR)    | 128e                    |
| 97                                               | Jake Stewart (GBR)      | 118e                    |
| Directeur sportif : Sam Bewley, Francesco Frassi |                         |                         |

| Lidl-Trek LTK                                   | Lidl-Trek LTK                          | Lidl-Trek LTK |
| ----------------------------------------------- | -------------------------------------- | ------------- |
| Num                                             | Coureur                                | Pos           |
| 101                                             | Giulio Ciccone (ITA)                   | 13e           |
| 102                                             | Simone Consonni (ITA)                  | AB-5          |
| 103                                             | Amanuel Ghebreigzabhier (ERI) (chrono) | 112e          |
| 104                                             | Jonathan Milan (ITA)                   | 135e          |
| 105                                             | Toms Skujiņš (LAT)                     | 104e          |
| 106                                             | Jasper Stuyven (BEL)                   | 44e           |
| 107                                             | Edward Theuns (BEL)                    | 130e          |
| Directeur sportif : Grégory Rast, Adriano Baffi |                                        |               |

| Movistar Team MOV                       | Movistar Team MOV                | Movistar Team MOV |
| --------------------------------------- | -------------------------------- | ----------------- |
| Num                                     | Coureur                          | Pos               |
| 111                                     | Nairo Quintana (COL)             | 32e               |
| 112                                     | Jorge Arcas (ESP)                | 67e               |
| 113                                     | Orluis Aular (VEN)               | 52e               |
| 114                                     | Davide Formolo (ITA)             | 51e               |
| 115                                     | Einer Rubio (COL)                | 20e               |
| 116                                     | Pelayo Sánchez (ESP)             | AB-6              |
| 117                                     | Natnael Tesfatsion (ERI) (route) | 99e               |
| Directeur sportif : Maximilian Sciandri |                                  |                   |

| Q36.5 Pro Cycling Team Q36                             | Q36.5 Pro Cycling Team Q36      | Q36.5 Pro Cycling Team Q36 |
| ------------------------------------------------------ | ------------------------------- | -------------------------- |
| Num                                                    | Coureur                         | Pos                        |
| 121                                                    | Tom Pidcock (GBR)               | 6e                         |
| 122                                                    | Xabier Mikel Azparren (ESP)     | NP-3                       |
| 123                                                    | Gianluca Brambilla (ITA)        | AB-5                       |
| 124                                                    | David de la Cruz (ESP) (chrono) | 8e                         |
| 125                                                    | Damien Howson (AUS)             | 119e                       |
| 126                                                    | Mark Donovan (GBR)              | 53e                        |
| 127                                                    | Nickolas Zukowsky (CAN)         | AB-7                       |
| Directeur sportif : Gabriele Missaglia, Alex Sans Vega |                                 |                            |

| Red Bull-Bora-Hansgrohe RBH                          | Red Bull-Bora-Hansgrohe RBH | Red Bull-Bora-Hansgrohe RBH |
| ---------------------------------------------------- | --------------------------- | --------------------------- |
| Num                                                  | Coureur                     | Pos                         |
| 131                                                  | Jai Hindley (AUS)           | 5e                          |
| 132                                                  | Roger Adrià (ESP)           | 48e                         |
| 133                                                  | Jonas Koch (GER)            | 94e                         |
| 134                                                  | Filip Maciejuk (POL)        | 83e                         |
| 135                                                  | Gianni Moscon (ITA)         | 62e                         |
| 136                                                  | Anton Palzer (GER)          | NP-3                        |
| 137                                                  | Tim van Dijke (NED)         | 82e                         |
| Directeur sportif : Enrico Gasparotto, Roger Hammond |                             |                             |

| Soudal Quick-Step SOQ                                | Soudal Quick-Step SOQ        | Soudal Quick-Step SOQ |
| ---------------------------------------------------- | ---------------------------- | --------------------- |
| Num                                                  | Coureur                      | Pos                   |
| 141                                                  | Mikel Landa (ESP)            | 7e                    |
| 142                                                  | Mattia Cattaneo (ITA)        | 10e                   |
| 143                                                  | Josef Černý (CZE)            | 117e                  |
| 144                                                  | Paul Magnier (FRA)           | 91e                   |
| 145                                                  | Valentin Paret-Peintre (FRA) | 38e                   |
| 146                                                  | Casper Pedersen (DEN)        | 90e                   |
| 147                                                  | Pepijn Reinderink (NED)      | 111e                  |
| Directeur sportif : Davide Bramati, Wilfried Peeters |                              |                       |

| Team Jayco AlUla JAY                             | Team Jayco AlUla JAY            | Team Jayco AlUla JAY |
| ------------------------------------------------ | ------------------------------- | -------------------- |
| Num                                              | Coureur                         | Pos                  |
| 151                                              | Filippo Zana (ITA)              | 25e                  |
| 152                                              | Eddie Dunbar (IRL) (chrono)     | AB-5                 |
| 153                                              | Patrick Gamper (AUT)            | 125e                 |
| 154                                              | Dylan Groenewegen (NED) (route) | 137e                 |
| 155                                              | Luka Mezgec (SLO)               | 126e                 |
| 156                                              | Elmar Reinders (NED)            | 133e                 |
| 157                                              | Jasha Sütterlin (GER)           | 75e                  |
| Directeur sportif : Valerio Piva, Steve Cummings |                                 |                      |

| Team Picnic-PostNL TPP                           | Team Picnic-PostNL TPP | Team Picnic-PostNL TPP |
| ------------------------------------------------ | ---------------------- | ---------------------- |
| Num                                              | Coureur                | Pos                    |
| 161                                              | Chris Hamilton (AUS)   | 34e                    |
| 162                                              | Bjoern Koerdt (GBR)    | AB-7                   |
| 163                                              | Gijs Leemreize (NED)   | 49e                    |
| 164                                              | Enzo Leijnse (NED)     | 102e                   |
| 165                                              | Niklas Märkl (GER)     | 122e                   |
| 166                                              | Casper van Uden (NED)  | 85e                    |
| 167                                              | Bram Welten (NED)      | NP-6                   |
| Directeur sportif : Matthew Winston, Philip West |                        |                        |

| Team Polti VisitMalta PTV                            | Team Polti VisitMalta PTV   | Team Polti VisitMalta PTV |
| ---------------------------------------------------- | --------------------------- | ------------------------- |
| Num                                                  | Coureur                     | Pos                       |
| 171                                                  | Davide Piganzoli (ITA)      | 17e                       |
| 172                                                  | Davide Bais (ITA)           | 108e                      |
| 173                                                  | Giovanni Lonardi (ITA)      | 106e                      |
| 174                                                  | Mirco Maestri (ITA)         | 59e                       |
| 175                                                  | Francisco Muñoz Llana (ESP) | 92e                       |
| 176                                                  | Andrea Pietrobon (ITA)      | 109e                      |
| 177                                                  | Alessandro Tonelli (ITA)    | 61e                       |
| Directeur sportif : Stefano Zanatta, Giovanni Ellena |                             |                           |

| Team Visma \| Lease a Bike TVL                     | Team Visma \| Lease a Bike TVL | Team Visma \| Lease a Bike TVL |
| -------------------------------------------------- | ------------------------------ | ------------------------------ |
| Num                                                | Coureur                        | Pos                            |
| 181                                                | Simon Yates (GBR)              | 14e                            |
| 182                                                | Olav Kooij (NED)               | 96e                            |
| 183                                                | Steven Kruijswijk (NED)        | 69e                            |
| 184                                                | Daniel McLay (GBR)             | 131e                           |
| 185                                                | Cian Uijtdebroeks (BEL)        | AB-7                           |
| 186                                                | Attila Valter (HUN) (route)    | 56e                            |
| 187                                                | Dylan van Baarle (NED)         | 88e                            |
| Directeur sportif : Maarten Wynants, Jesper Mørkøv |                                |                                |

| Tudor Pro Cycling Team TUD                        | Tudor Pro Cycling Team TUD | Tudor Pro Cycling Team TUD |
| ------------------------------------------------- | -------------------------- | -------------------------- |
| Num                                               | Coureur                    | Pos                        |
| 191                                               | Marc Hirschi (SUI)         | 23e                        |
| 192                                               | Alexander Krieger (GER)    | 134e                       |
| 193                                               | Rick Pluimers (NED)        | 55e                        |
| 194                                               | Florian Stork (GER)        | 79e                        |
| 195                                               | Lawrence Warbasse (USA)    | 68e                        |
| 196                                               | Hannes Wilksch (GER)       | 57e                        |
| 197                                               | Maikel Zijlaard (NED)      | 121e                       |
| Directeur sportif : Matteo Tosatto, Claudio Cozzi |                            |                            |

| UAE Team Emirates XRG UAD                                   | UAE Team Emirates XRG UAD          | UAE Team Emirates XRG UAD |
| ----------------------------------------------------------- | ---------------------------------- | ------------------------- |
| Num                                                         | Coureur                            | Pos                       |
| 201                                                         | Juan Ayuso (ESP)                   | 1er                       |
| 202                                                         | Rui Oliveira (POR)                 | AB-7                      |
| 203                                                         | Isaac Del Toro (MEX)               | 19e                       |
| 204                                                         | Felix Großschartner (AUT) (chrono) | 60e                       |
| 205                                                         | Rafał Majka (POL)                  | 72e                       |
| 206                                                         | Domen Novak (SLO) (route)          | AB-7                      |
| 207                                                         | Adam Yates (GBR)                   | 16e                       |
| Directeur sportif : Fabrizio Guidi, Manuele Mori, Tomás Gil |                                    |                           |

| Uno-X Mobility UXM                              | Uno-X Mobility UXM               | Uno-X Mobility UXM |
| ----------------------------------------------- | -------------------------------- | ------------------ |
| Num                                             | Coureur                          | Pos                |
| 211                                             | Magnus Cort Nielsen (DEN)        | 110e               |
| 212                                             | Fredrik Dversnes (NOR)           | 45e                |
| 213                                             | Ådne Holter (NOR)                | 103e               |
| 214                                             | Anders Johannessen (NOR)         | 78e                |
| 215                                             | Tobias Johannessen (NOR)         | 11e                |
| 216                                             | William Blume Levy (DEN)         | 97e                |
| 217                                             | Søren Wærenskjold (NOR) (chrono) | 138e               |
| Directeur sportif : Gabriel Rasch, Emil Vinjebo |                                  |                    |

| VF Group-Bardiani CSF-Faizanè VBF                        | VF Group-Bardiani CSF-Faizanè VBF | VF Group-Bardiani CSF-Faizanè VBF |
| -------------------------------------------------------- | --------------------------------- | --------------------------------- |
| Num                                                      | Coureur                           | Pos                               |
| 221                                                      | Manuele Tarozzi (ITA)             | 63e                               |
| 222                                                      | Lorenzo Conforti (ITA)            | AB-4                              |
| 223                                                      | Luca Covili (ITA)                 | 42e                               |
| 224                                                      | Filippo Fiorelli (ITA)            | 30e                               |
| 225                                                      | Alessandro Pinarello (ITA)        | 22e                               |
| 226                                                      | Matteo Scalco (ITA)               | 64e                               |
| 227                                                      | Enrico Zanoncello (ITA)           | 113e                              |
| Directeur sportif : Roberto Reverberi, Alessandro Donati |                                   |                                   |

| XDS Astana Team XAT                                | XDS Astana Team XAT           | XDS Astana Team XAT |
| -------------------------------------------------- | ----------------------------- | ------------------- |
| Num                                                | Coureur                       | Pos                 |
| 231                                                | Alberto Bettiol (ITA) (route) | NP-3                |
| 232                                                | Nicola Conci (ITA)            | 33e                 |
| 233                                                | Lorenzo Fortunato (ITA)       | 21e                 |
| 234                                                | Florian Samuel Kajamini (ITA) | 27e                 |
| 235                                                | Wout Poels (NED)              | AB-5                |
| 236                                                | Davide Toneatti (ITA)         | 87e                 |
| 237                                                | Simone Velasco (ITA)          | 26e                 |
| Directeur sportif : Alexandr Shefer, Dario Cataldo |                               |                     |